# Muritiba
Muritiba é um município brasileiro do estado da Bahia, distante em 114 km da capital, Salvador. Faz parte da Região Geográfica Imediata de Cruz das Almas. Possui uma população estimada em 30 146 habitantes e uma área de 86,311 km², no ano de 2024, segundo dados do Instituto Brasileiro de Geografia e Estatística (IBGE). Tem proximidade com o Rio Paraguaçu e faz divisa com os municípios de São Félix, Governador Mangabeira, Cachoeira e Cruz das Almas.

## História
Muritiba tem início com a vinda de exploradores e jesuítas da Companhia de Jesus em 1559, que avançaram nas regiões de Cachoeira e São Félix. Posteriormente, ao subirem a serra às margens do Rio Paraguaçu, fundaram um templo e um convento dando origem ao povoado de Muritiba.
Muritiba teve grande contribuição na produção do fumo, produto agrícola destinado ao mercado consumidor externo e interno. Produto esse que sustentou as balanças comercias baiana entre o Segundo Império Brasileiro (1840-1889) e na primeira metade do século XX.
A cidade serrana, também como é conhecida Muritiba, teve sua participação do envolvimento do Brasil na Segunda Guerra Mundial (1939-1945). Isso se dá pela região ter muitas fabricas de fumo, como era o caso das demais cidades do recôncavo da Bahia, pois os donos dessas fabricas eram de origem germânica e simpatizavam com o Eixo - aliança composta pela Alemanha Nazista, Japão, Itália - no caso de Muritiba as duas principais fabricas de fumo são: Pimentel e Dannemann, essa ultima que tinha sua sede em Salvador e os seus donos eram Alemães, acabaram sofrendo graves perseguições nas cidades do recôncavo, por conta de uma serie de ataques da marinha da Alemanha nazista que torpedearam embarcações da marinha mercante brasileira. Logo os admiradores, simpatizantes e alemães vão ser vistos como culpados e traidores, sofrendo serie de ataques e prisões. Em Muritiba houve comoção da população acompanhado de grande agitação popular contra os alemães. (A Bahia na Segunda Guerra Mundial, Consuelo Novais).
Já em meados do século XX, vai ter o primeiro automóvel a ser fabricado e montado no Brasil, pelo torneiro mecânico Otávio Tosta. Isso se deu pelo fato da política econômica nacional ter uma postura voltada aos produtos importados e não fabricados no Brasil, isso muda com a política que favoreceu as transacionais e multinacionais no governo de JK. O carro era bem simples, com apenas dois assentos, rodas de madeira com um motor de um cilindro inventado, fabricado no país e não importado, o que da à característica de ser o primeiro automóvel a ser fabricado de fato no Brasil.
Muritiba passou à categoria de Vila em 8 de agosto de 1919, mediante Lei 1.349 proferida pelo então Governador da Bahia, Antonio Muniz Sodré de Aragão. Três anos depois, no dia 3 de agosto de 1922, no mandato do Governador José Joaquim Seabra, elevou-se à categoria de cidade.
Seus primeiros moradores participaram ativamente das lutas pela independência da Bahia, com destaque para o Major José Antônio da Silva Castro, avô do poeta Castro Alves, que comandava 700 homens no Batalhão dos Periquitos, entre eles uma mulher, Maria Quitéria, heroína da independência.
| Ano  | Marcos fundadores                                                                   |
| ---- | ----------------------------------------------------------------------------------- |
| 1571 | Inauguração do arraial (povoado)                                                    |
| 1705 | Criação da freguesia São Pedro do Monte da Muritiba                                 |
| 1889 | São Félix é desmembrado de Cachoeira, figurando Muritiba como distrito de São Félix |
| 1919 | Muritiba passa a categoria de Vila, em 8 de agosto                                  |
| 1922 | Muritiba passa a categoria de Cidade, emancipando-se de São Félix, em 3 de agosto   |
| 1936 | Instalação oficial da Câmara de Vereadores de Muritiba, em 19 de abril              |
| 1962 | Governador Mangabeira é desmembrado de Muritiba                                     |
| 1989 | Cabaceiras do Paraguaçu é desmembrado de Muritiba                                   |

## Origem do nome
De acordo com o livro História e Estrela de Muritiba, do muritibano Anfilofio de Castro, o nome teve origem por causa da existência abundante, naquela época, de uma palmeira chamada Boritiba, espécie encontrada desde o Pará até São Paulo, conhecida por buritizeiro, muriti, muruti e pissandó. Redundando na corruptela Moritiba e Muritiba.
Entretanto, no livro O Tupi na Geografia Nacional, o antropólogo Theodoro Fernandes Sampaio, escreve que Muritiba é uma variação deturpada do vocábulo indígena merutyba, que significa o mosqueiro ou mosca em abundância. No brasão da cidade há quatro torreões num escudo azul semeado de moscas de prata como prova da fertilidade do solo muritibano e abundância de fruteiras, com destaque para a jaca, nome pelo qual a cidade ficou por muito tempo conhecida ("Cidade das Jacas").

## Demografia
O Índice de Desenvolvimento Humano Municipal (IDH-M) da cidade de Muritiba, é considerado de médio desenvolvimento de humano pelo Programa das Nações Unidas para o Desenvolvimento (PNUD), é de 0,660.
Apesar de não ser o ideal, o município vive uma crescente. No ano de 1991, o índice era de 0,411. No ano de 2000, o índica marcava 0,529. O mais recente medido, no ano de 2010 com 0,660.

## Personalidades
Muritiba é a terra natal do escritor Clementino Fraga, do cantor e compositor Lui Muritiba, do ex-prefeito (1978/79) e vice-prefeito de Salvador (2009-2012), Edvaldo Pereira de Brito, do Deputado federal Inácio Tosta e a cidade onde nasceu o poeta Castro Alves.
Antes de sua fundação, quando Muritiba ainda era uma vila do município de São Félix, se hospedou o Imperador D. Pedro II no ano de 1859. Conta-se que o Imperador bebeu um copo de água da Fonte dos Padres, antiga fonte de abastecimento de água da cidade.
No dia 27 de agosto de 1933, Muritiba recebia a visita do Governador da Bahia, Juracy Magalhães, e do Presidente da República Getúlio Vargas.

## Festas e manifestações culturais
Muritiba é uma cidade com algumas manifestações culturais e eventos festivos. Destacam-se o grupo de capoeira "Raça", os grupos folclóricos "Filhos do Paraguai" e "Segura-Véia", que se apresentam em diversas regiões do recôncavo e o grupo "Os Cães", tradicional durante a festa do Senhor do Bonfim. Há também duas filarmônicas: a Sociedade Filarmônica Cinco de Março, fundada em 5 de março de 1897 e a Lira Popular Muritibana, fundada em 7 de maio de 1899.
No mês de janeiro, acontece no município a tradicional Festa do Senhor do Bonfim, com duração de onze dias e dezenas de atrações. No mês de junho, Muritiba entra no clima das festas juninas, com manifestações espontâneas pelas ruas, organizadas pelos moradores, queima de fogueiras e guerras de espadas. Apesar de não possuir uma festa com grandes atrações, a sua localização é privilegiada dada a proximidade com os municípios de Cachoeira e Cruz das Almas, famosos por suas festas; entre cinco e dez minutos é possível chegar em uma dessas duas cidades. Entretanto, é tradição forte em Muritiba a realização da Festa de São Pedro, no final do mês de junho. No mês de agosto, em virtude das comemorações da emancipação do município, acontece uma micareta pelas ruas da cidade.